# Olympische Jugend-Winterspiele 2020/Teilnehmer (Deutschland)
| Gelbes Symbol für Goldmedaillen mit stilisierten Olympischen Ringen | Graues Symbol für Silbermedaillen mit stilisierten Olympischen Ringen | Braundes Symbol für Bronzemedaillen mit stilisierten Olympischen Ringen |
| ------------------------------------------------------------------- | --------------------------------------------------------------------- | ----------------------------------------------------------------------- |
| 5                                                                   | 7                                                                     | 6                                                                       |

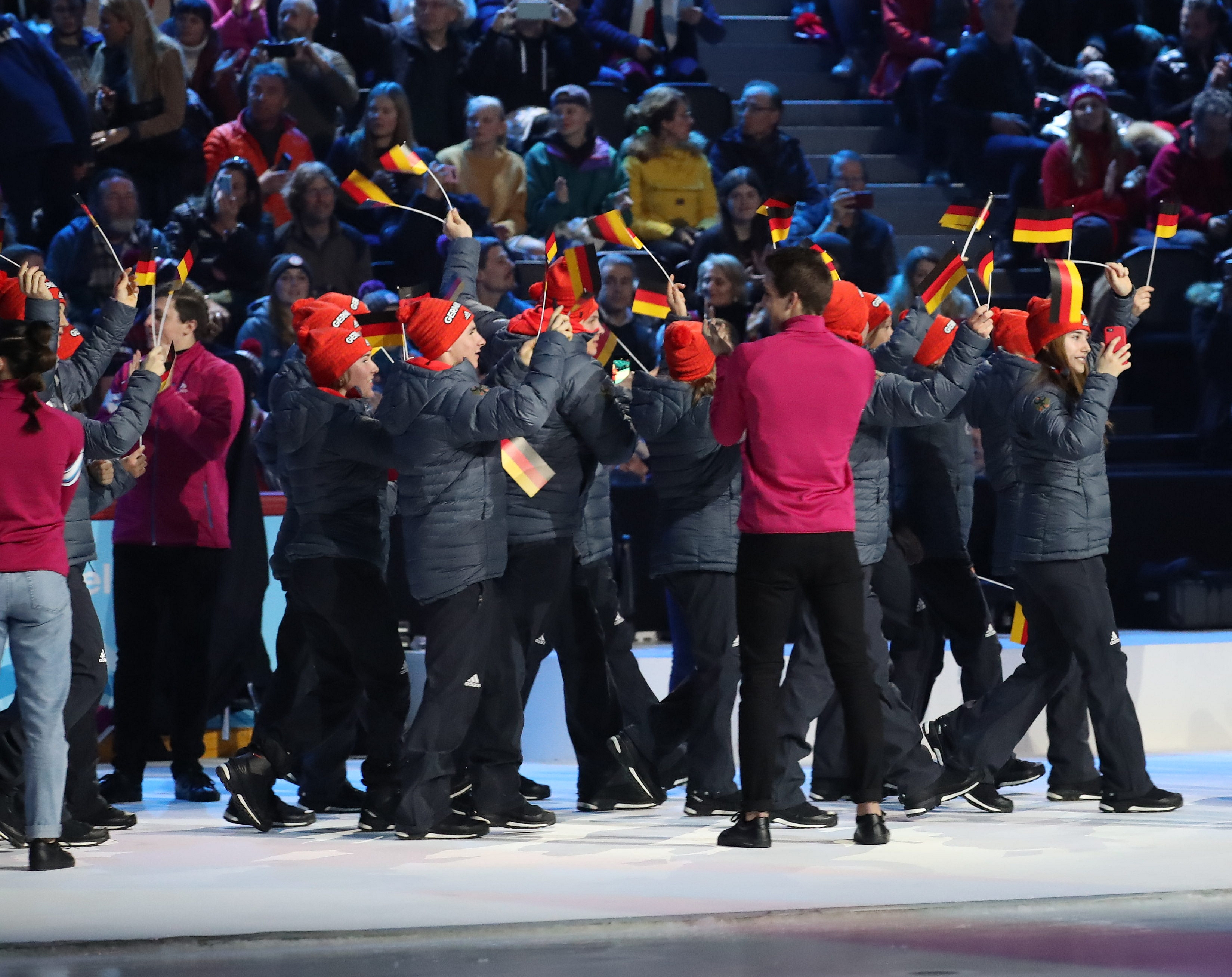
Deutsches Team bei der Eröffnungsfeier

Deutschland nahm an den Olympischen Jugend-Winterspielen 2020 im Schweizerischen Lausanne mit 92 Athleten (52 Mädchen und 40 Jungen) in 16 Sportarten teil. Bei der Eröffnungsfeier trugen die Rennrodlerin Jessica Degenhardt und der Curler Benjamin Kapp die deutsche Fahne.

## Medaillen

### Medaillenspiegel
| Rang   | Sportart              | Gold | Silber | Bronze | Gesamt |
| ------ | --------------------- | ---- | ------ | ------ | ------ |
| 1      | Rennrodeln            | 3    | 2      | 1      | 6      |
| 2      | Skeleton              | 1    | 1      | 1      | 3      |
| 3      | Bob                   | 1    | —      | 1      | 2      |
| 4      | Snowboard             | —    | 2      | 1      | 3      |
| 5      | Ski Alpin             | —    | 1      | 1      | 2      |
| 6      | Skilanglauf           | —    | 1      | —      | 1      |
| 7      | Nordische Kombination | —    | —      | 1      | 1      |
| Gesamt | Gesamt                | 5    | 7      | 6      | 18     |

### Medaillengewinner
| Name/n                                                         | Sportart              | Wettkampf                          |
| -------------------------------------------------------------- | --------------------- | ---------------------------------- |
| Gold                                                           |                       |                                    |
| Merle Fräbel                                                   | Rennrodeln            | Einsitzer                          |
| Moritz Jäger Valentin Steudte                                  | Rennrodeln            | Doppelsitzer                       |
| Jessica Degenhardt Vanessa Schneider                           | Rennrodeln            | Doppelsitzer                       |
| Alexander Czudaj                                               | Bob                   | Monobob                            |
| Lukas Nydegger                                                 | Skeleton              | Einzel                             |
| Leonie Böttcher 1                                              | Eishockey             | 3×3 Turnier Mädchen                |
| Silber                                                         |                       |                                    |
| Max Geissler-Hauber Lara Klein                                 | Ski Alpin             | Teamwettbewerb                     |
| Jessica Degenhardt                                             | Rennrodeln            | Einsitzer                          |
| Merle Fräbel Timon Grancagnolo Moritz Jäger / Valentin Steudte | Rennrodeln            | Teamstaffel                        |
| Josefa Schellmoser                                             | Skeleton              | Einzel                             |
| Elias Keck                                                     | Skilanglauf           | 10 km klassisch                    |
| Niels Conradt                                                  | Snowboard             | Snowboardcross                     |
| Annika Morgan                                                  | Snowboard             | Big Air                            |
| Matthias Bittner 1                                             | Eishockey             | 3×3 Turnier Jungen                 |
| Bronze                                                         |                       |                                    |
| Lara Klein                                                     | Ski Alpin             | Slalom                             |
| Celine Harms                                                   | Bob                   | Monobob                            |
| Timon Grancagnolo                                              | Rennrodeln            | Einsitzer                          |
| Elisabeth Schrödl                                              | Skeleton              | Einzel                             |
| Jenny Nowak                                                    | Nordische Kombination | Normalschanze / 4 km               |
| Lilith Kuhnert Nina Walderbach Niels Conradt Sebastian Veit    | Snowboard             | Ski-/Snowboardcross Teamwettbewerb |
| Marlon D’Acunto 1                                              | Eishockey             | 3×3 Turnier Jungen                 |
| Maya Stöber 1                                                  | Eishockey             | 3×3 Turnier Mädchen                |

## Teilnehmer nach Sportarten

### Biathlon
| Athleten                                               | Wettbewerbe          | Zeit        | Fehler      | Rang |
| ------------------------------------------------------ | -------------------- | ----------- | ----------- | ---- |
| Jungen                                                 |                      |             |             |      |
| Elias Asal                                             | 7,5 km Sprint        | 21:23,8 min | 4 (3+1)     | 25   |
| Elias Asal                                             | 12 km Einzel         | 35:05,8 min | 2 (1+0+0+1) | 4    |
| Dorian Endler                                          | 7,5 km Sprint        | 23:14,4 min | 7 (3+4)     | 63   |
| Dorian Endler                                          | 12 km Einzel         | 41:00,4 min | 8 (4+3+0+1) | 58   |
| Franz Schaser                                          | 7,5 km Sprint        | 20:57,2 min | 2 (1+1)     | 21   |
| Franz Schaser                                          | 12 km Einzel         | 41:31,7 min | 9 (3+3+0+3) | 66   |
| Florian Stasswender                                    | 7,5 km Sprint        | 21:22,2 min | 3 (0+3)     | 24   |
| Florian Stasswender                                    | 12 km Einzel         | 38:11,1 min | 4 (1+1+0+2) | 27   |
| Mädchen                                                |                      |             |             |      |
| Marlene Fichtner                                       | 6 km Sprint          | 19:56,5 min | 1 (0+1)     | 16   |
| Marlene Fichtner                                       | 10 km Einzel         | 37:08,4 min | 4 (0+3+1+0) | 25   |
| Nathalie Horstmann                                     | 6 km Sprint          | 22:13,7 min | 5 (3+2)     | 66   |
| Nathalie Horstmann                                     | 10 km Einzel         | 39:09,6 min | 7 (1+3+0+3) | 49   |
| Johanna Puff                                           | 6 km Sprint          | 19:08,3 min | 1 (1+0)     | 4    |
| Johanna Puff                                           | 10 km Einzel         | 34:14,7 min | 2 (1+0+0+1) | 5    |
| Hannah Schlickum                                       | 6 km Sprint          | 21:16,4 min | 2 (0+2)     | 49   |
| Hannah Schlickum                                       | 10 km Einzel         | 37:26,8 min | 4 (0+2+1+1) | 28   |
| Mixed                                                  |                      |             |             |      |
| Johanna Puff Elias Asal                                | Single Mixed-Staffel | 43:47,7 min | 1+9 1+6     | 9    |
| Johanna Puff Marlene Fichtner Franz Schaser Elias Asal | Mixed-Staffel        | 1:14:43,9 h | 4+7 0+3     | 7    |

### Bob
| Athlet           | Wettbewerb | Lauf 1      | Lauf 1 | Lauf 2      | Lauf 2 | Gesamt      | Gesamt |
| Athlet           | Wettbewerb | Zeit        | Rang   | Zeit        | Rang   | Zeit        | Rang   |
| ---------------- | ---------- | ----------- | ------ | ----------- | ------ | ----------- | ------ |
| Jungen           |            |             |        |             |        |             |        |
| Alexander Czudaj | Monobob    | 1:12,43 min | 1      | 1:12,37 min | 5      | 2:24,80 min | Gold   |
| Mädchen          |            |             |        |             |        |             |        |
| Celine Harms     | Monobob    | 1:13,68 min | 2      | 1:13,68 min | 3      | 2:27,36 min | Bronze |
| Maja Wagner      | Monobob    | 1:13,87 min | 4      | 1:13,80 min | 4      | 2:27,67 min | 4      |

### Curling
| Wettbewerb    | Mixed-Team                                                   | Mixed-Team                                                   | Mixed-Team                                                   | Mixed-Team                                                   |
| ------------- | ------------------------------------------------------------ | ------------------------------------------------------------ | ------------------------------------------------------------ | ------------------------------------------------------------ |
| Athleten      | Zoé Antes                                                    | Benjamin Kapp                                                | Johannes Scheuerl                                            | Kim Sutor                                                    |
| Vorrunde      | Brasilien 15:1 Dänemark 8:4 Schweiz 2:7 China 7:6 Ungarn 8:6 | Brasilien 15:1 Dänemark 8:4 Schweiz 2:7 China 7:6 Ungarn 8:6 | Brasilien 15:1 Dänemark 8:4 Schweiz 2:7 China 7:6 Ungarn 8:6 | Brasilien 15:1 Dänemark 8:4 Schweiz 2:7 China 7:6 Ungarn 8:6 |
| Viertelfinale | Neuseeland 4:7                                               | Neuseeland 4:7                                               | Neuseeland 4:7                                               | Neuseeland 4:7                                               |
| Halbfinale    | ausgeschieden                                                | ausgeschieden                                                | ausgeschieden                                                | ausgeschieden                                                |
| Finale        | ausgeschieden                                                | ausgeschieden                                                | ausgeschieden                                                | ausgeschieden                                                |
| Platzierung   | 8                                                            | 8                                                            | 8                                                            | 8                                                            |

Im Mixed-Doppel, kam der Partner immer aus einem anderen Land, somit spielten nur gemischte Mannschaften in diesem Wettbewerb mit.
| Athleten                       | Wettbewerb   | 1. Runde                            | 1. Runde | 2. Runde                      | 2. Runde      | 3. Runde      | 3. Runde      | 4. Runde      | 4. Runde      | Halbfinale    | Halbfinale    | Finale/Platz 3 | Finale/Platz 3 | Rang |
| Athleten                       | Wettbewerb   | Gegner                              | Erg      | Gegner                        | Erg           | Gegner        | Erg           | Gegner        | Erg           | Gegner        | Erg           | Gegner         | Erg            | Rang |
| ------------------------------ | ------------ | ----------------------------------- | -------- | ----------------------------- | ------------- | ------------- | ------------- | ------------- | ------------- | ------------- | ------------- | -------------- | -------------- | ---- |
| Mixed                          |              |                                     |          |                               |               |               |               |               |               |               |               |                |                |      |
| Sara Rigler Benjamin Kapp      | Mixed Doppel | Robyn Mitchell František Jiral      | 5:8      | ausgeschieden                 | ausgeschieden | ausgeschieden | ausgeschieden | ausgeschieden | ausgeschieden | ausgeschieden | ausgeschieden | ausgeschieden  | ausgeschieden  | 25   |
| Zoe Antes Kristóf Szarvas      | Mixed Doppel | Gabriela Rogic Farias Asei Nakahara | 9:2      | Chana Beitone Nikolai Lysakov | 2:8           | ausgeschieden | ausgeschieden | ausgeschieden | ausgeschieden | ausgeschieden | ausgeschieden | ausgeschieden  | ausgeschieden  | 13   |
| Carmen Pérez Johannes Scheuerl | Mixed Doppel | Nilla Hallström Dominik Szmidt      | 9:10     | ausgeschieden                 | ausgeschieden | ausgeschieden | ausgeschieden | ausgeschieden | ausgeschieden | ausgeschieden | ausgeschieden | ausgeschieden  | ausgeschieden  | 25   |
| Kim Sutor Charlie Thompson     | Mixed Doppel | Maelle Vergnaud Grunde Buraas       | 5:7      | ausgeschieden                 | ausgeschieden | ausgeschieden | ausgeschieden | ausgeschieden | ausgeschieden | ausgeschieden | ausgeschieden | ausgeschieden  | ausgeschieden  | 25   |

### Eishockey

#### Nationenturnier
| Wettbewerb  | Mädchen |
| ----------- | --- |
| Athleten    | Leonie Böttcher Kim Bürge Liliane Gottfried Katharina Häckelsmiller Renee Heyer Chanel Hofverberg Julia Kohberg Lola Liang Felicity Luby Celine Mayer Charlott Schaffrath Leni Schmidt Chiara Schultes Maya Stöber Lily Teister Sofia Fernandez Svenja Voigt |
| Vorrunde    | Schweden 2:7 Slowakei |
| Halbfinale  | ausgeschieden |
| Finale      | ausgeschieden |
| Platzierung | 6 |

#### 3×3 Turnier
| Mannschaft    | Athleten | Vorrunde       | Vorrunde  | Halbfinale     | Halbfinale    | Finale/Spiel um Bronze          | Finale/Spiel um Bronze | Rang   |
| Mannschaft    | Athleten | Gegner         | Ergebnis  | Gegner         | Ergebnis      | Gegner                          | Ergebnis               | Rang   |
| ------------- | --- | -------------- | --------- | -------------- | ------------- | ------------------------------- | ---------------------- | ------ |
| Jungen        | |                |           |                |               |                                 |                        |        |
| _ Team Blau   | Chen Chih-yuan Jakub Trzebunia Caleb Chapman Ziya Efe Güçlü Hong Seung-woo Daniel Assavolyuk Joris Valčiukas Riley Langille Cater Hamill Konrad Kudeviita Simone Terraneo Oliver Thestrup Hansen Issa Otsuka   | _ Team Grau    | 8:9       | ausgeschieden  | ausgeschieden | ausgeschieden                   | ausgeschieden          | 8      |
| _ Team Blau   | Chen Chih-yuan Jakub Trzebunia Caleb Chapman Ziya Efe Güçlü Hong Seung-woo Daniel Assavolyuk Joris Valčiukas Riley Langille Cater Hamill Konrad Kudeviita Simone Terraneo Oliver Thestrup Hansen Issa Otsuka   | _ Team Orange  | 1:12      | ausgeschieden  | ausgeschieden | ausgeschieden                   | ausgeschieden          | 8      |
| _ Team Blau   | Chen Chih-yuan Jakub Trzebunia Caleb Chapman Ziya Efe Güçlü Hong Seung-woo Daniel Assavolyuk Joris Valčiukas Riley Langille Cater Hamill Konrad Kudeviita Simone Terraneo Oliver Thestrup Hansen Issa Otsuka   | _ Team Schwarz | 8:14      | ausgeschieden  | ausgeschieden | ausgeschieden                   | ausgeschieden          | 8      |
| _ Team Blau   | Chen Chih-yuan Jakub Trzebunia Caleb Chapman Ziya Efe Güçlü Hong Seung-woo Daniel Assavolyuk Joris Valčiukas Riley Langille Cater Hamill Konrad Kudeviita Simone Terraneo Oliver Thestrup Hansen Issa Otsuka   | _ Team Grün    | 6:11      | ausgeschieden  | ausgeschieden | ausgeschieden                   | ausgeschieden          | 8      |
| _ Team Blau   | Chen Chih-yuan Jakub Trzebunia Caleb Chapman Ziya Efe Güçlü Hong Seung-woo Daniel Assavolyuk Joris Valčiukas Riley Langille Cater Hamill Konrad Kudeviita Simone Terraneo Oliver Thestrup Hansen Issa Otsuka   | _ Team Gelb    | 8:13      | ausgeschieden  | ausgeschieden | ausgeschieden                   | ausgeschieden          | 8      |
| _ Team Blau   | Chen Chih-yuan Jakub Trzebunia Caleb Chapman Ziya Efe Güçlü Hong Seung-woo Daniel Assavolyuk Joris Valčiukas Riley Langille Cater Hamill Konrad Kudeviita Simone Terraneo Oliver Thestrup Hansen Issa Otsuka   | _ Team Braun   | 2:14      | ausgeschieden  | ausgeschieden | ausgeschieden                   | ausgeschieden          | 8      |
| _ Team Blau   | Chen Chih-yuan Jakub Trzebunia Caleb Chapman Ziya Efe Güçlü Hong Seung-woo Daniel Assavolyuk Joris Valčiukas Riley Langille Cater Hamill Konrad Kudeviita Simone Terraneo Oliver Thestrup Hansen Issa Otsuka   | _ Team Rot     | 11:18     | ausgeschieden  | ausgeschieden | ausgeschieden                   | ausgeschieden          | 8      |
| _ Team Braun  | Luka Banek Sai Lake Hugo Galvez Elvis Hsu Axel Ruski-Jones Marlon D’Acunto Erik Potšinok Evan Nauth Artur Seniut Matyáš Šapovaliv Milán Ivády Rastislav Eliáš Sebastian Aarsund                                | _ Team Schwarz | 13:11     | _ Team Rot     | 7:9           | Spiel um Bronze: _ Team Schwarz | 6:5                    | Bronze |
| _ Team Braun  | Luka Banek Sai Lake Hugo Galvez Elvis Hsu Axel Ruski-Jones Marlon D’Acunto Erik Potšinok Evan Nauth Artur Seniut Matyáš Šapovaliv Milán Ivády Rastislav Eliáš Sebastian Aarsund                                | _ Team Grün    | 6:8       | _ Team Rot     | 7:9           | Spiel um Bronze: _ Team Schwarz | 6:5                    | Bronze |
| _ Team Braun  | Luka Banek Sai Lake Hugo Galvez Elvis Hsu Axel Ruski-Jones Marlon D’Acunto Erik Potšinok Evan Nauth Artur Seniut Matyáš Šapovaliv Milán Ivády Rastislav Eliáš Sebastian Aarsund                                | _ Team Grau    | 16:6      | _ Team Rot     | 7:9           | Spiel um Bronze: _ Team Schwarz | 6:5                    | Bronze |
| _ Team Braun  | Luka Banek Sai Lake Hugo Galvez Elvis Hsu Axel Ruski-Jones Marlon D’Acunto Erik Potšinok Evan Nauth Artur Seniut Matyáš Šapovaliv Milán Ivády Rastislav Eliáš Sebastian Aarsund                                | _ Team Orange  | 14:10     | _ Team Rot     | 7:9           | Spiel um Bronze: _ Team Schwarz | 6:5                    | Bronze |
| _ Team Braun  | Luka Banek Sai Lake Hugo Galvez Elvis Hsu Axel Ruski-Jones Marlon D’Acunto Erik Potšinok Evan Nauth Artur Seniut Matyáš Šapovaliv Milán Ivády Rastislav Eliáš Sebastian Aarsund                                | _ Team Rot     | 5:11      | _ Team Rot     | 7:9           | Spiel um Bronze: _ Team Schwarz | 6:5                    | Bronze |
| _ Team Braun  | Luka Banek Sai Lake Hugo Galvez Elvis Hsu Axel Ruski-Jones Marlon D’Acunto Erik Potšinok Evan Nauth Artur Seniut Matyáš Šapovaliv Milán Ivády Rastislav Eliáš Sebastian Aarsund                                | _ Team Blau    | 14:2      | _ Team Rot     | 7:9           | Spiel um Bronze: _ Team Schwarz | 6:5                    | Bronze |
| _ Team Braun  | Luka Banek Sai Lake Hugo Galvez Elvis Hsu Axel Ruski-Jones Marlon D’Acunto Erik Potšinok Evan Nauth Artur Seniut Matyáš Šapovaliv Milán Ivády Rastislav Eliáš Sebastian Aarsund                                | _ Team Gelb    | 8:6       | _ Team Rot     | 7:9           | Spiel um Bronze: _ Team Schwarz | 6:5                    | Bronze |
| _ Team Gelb   | Tibo Van Reeth Csongor Antal Yassin Soubra Tommaso Madaschi David Guilabert Ryan Kolgen Miha Beričič Andrej Muraschko Oskar Bakkevig Šimon Slavíček Daniel Valencia Loris Uberti Lukas Heuberger               | _ Team Grün    | 5:10      | ausgeschieden  | ausgeschieden | ausgeschieden                   | ausgeschieden          | 7      |
| _ Team Gelb   | Tibo Van Reeth Csongor Antal Yassin Soubra Tommaso Madaschi David Guilabert Ryan Kolgen Miha Beričič Andrej Muraschko Oskar Bakkevig Šimon Slavíček Daniel Valencia Loris Uberti Lukas Heuberger               | _ Team Grau    | 8:11      | ausgeschieden  | ausgeschieden | ausgeschieden                   | ausgeschieden          | 7      |
| _ Team Gelb   | Tibo Van Reeth Csongor Antal Yassin Soubra Tommaso Madaschi David Guilabert Ryan Kolgen Miha Beričič Andrej Muraschko Oskar Bakkevig Šimon Slavíček Daniel Valencia Loris Uberti Lukas Heuberger               | _ Team Orange  | 9:4       | ausgeschieden  | ausgeschieden | ausgeschieden                   | ausgeschieden          | 7      |
| _ Team Gelb   | Tibo Van Reeth Csongor Antal Yassin Soubra Tommaso Madaschi David Guilabert Ryan Kolgen Miha Beričič Andrej Muraschko Oskar Bakkevig Šimon Slavíček Daniel Valencia Loris Uberti Lukas Heuberger               | _ Team Schwarz | 7:19      | ausgeschieden  | ausgeschieden | ausgeschieden                   | ausgeschieden          | 7      |
| _ Team Gelb   | Tibo Van Reeth Csongor Antal Yassin Soubra Tommaso Madaschi David Guilabert Ryan Kolgen Miha Beričič Andrej Muraschko Oskar Bakkevig Šimon Slavíček Daniel Valencia Loris Uberti Lukas Heuberger               | _ Team Blau    | 13:8      | ausgeschieden  | ausgeschieden | ausgeschieden                   | ausgeschieden          | 7      |
| _ Team Gelb   | Tibo Van Reeth Csongor Antal Yassin Soubra Tommaso Madaschi David Guilabert Ryan Kolgen Miha Beričič Andrej Muraschko Oskar Bakkevig Šimon Slavíček Daniel Valencia Loris Uberti Lukas Heuberger               | _ Team Rot     | 13:15     | ausgeschieden  | ausgeschieden | ausgeschieden                   | ausgeschieden          | 7      |
| _ Team Gelb   | Tibo Van Reeth Csongor Antal Yassin Soubra Tommaso Madaschi David Guilabert Ryan Kolgen Miha Beričič Andrej Muraschko Oskar Bakkevig Šimon Slavíček Daniel Valencia Loris Uberti Lukas Heuberger               | _ Team Braun   | 6:8       | ausgeschieden  | ausgeschieden | ausgeschieden                   | ausgeschieden          | 7      |
| _ Team Orange | Matthew Hamnett Jakub Michalski Diego Rodríguez Tomoyoshi Yuki Nicolò Remolato Jack Lewis Kim Sang-yeob Jonas Dobnig Roman Kechter Márk Weidemann Leni Michellod Iwan Nowoschilow Jan Schostak                 | _ Team Rot     | 8:6       | ausgeschieden  | ausgeschieden | ausgeschieden                   | ausgeschieden          | 6      |
| _ Team Orange | Matthew Hamnett Jakub Michalski Diego Rodríguez Tomoyoshi Yuki Nicolò Remolato Jack Lewis Kim Sang-yeob Jonas Dobnig Roman Kechter Márk Weidemann Leni Michellod Iwan Nowoschilow Jan Schostak                 | _ Team Blau    | 12:1      | ausgeschieden  | ausgeschieden | ausgeschieden                   | ausgeschieden          | 6      |
| _ Team Orange | Matthew Hamnett Jakub Michalski Diego Rodríguez Tomoyoshi Yuki Nicolò Remolato Jack Lewis Kim Sang-yeob Jonas Dobnig Roman Kechter Márk Weidemann Leni Michellod Iwan Nowoschilow Jan Schostak                 | _ Team Gelb    | 4:9       | ausgeschieden  | ausgeschieden | ausgeschieden                   | ausgeschieden          | 6      |
| _ Team Orange | Matthew Hamnett Jakub Michalski Diego Rodríguez Tomoyoshi Yuki Nicolò Remolato Jack Lewis Kim Sang-yeob Jonas Dobnig Roman Kechter Márk Weidemann Leni Michellod Iwan Nowoschilow Jan Schostak                 | _ Team Braun   | 10:14     | ausgeschieden  | ausgeschieden | ausgeschieden                   | ausgeschieden          | 6      |
| _ Team Orange | Matthew Hamnett Jakub Michalski Diego Rodríguez Tomoyoshi Yuki Nicolò Remolato Jack Lewis Kim Sang-yeob Jonas Dobnig Roman Kechter Márk Weidemann Leni Michellod Iwan Nowoschilow Jan Schostak                 | _ Team Schwarz | 14:8      | ausgeschieden  | ausgeschieden | ausgeschieden                   | ausgeschieden          | 6      |
| _ Team Orange | Matthew Hamnett Jakub Michalski Diego Rodríguez Tomoyoshi Yuki Nicolò Remolato Jack Lewis Kim Sang-yeob Jonas Dobnig Roman Kechter Márk Weidemann Leni Michellod Iwan Nowoschilow Jan Schostak                 | _ Team Grün    | 6:8       | ausgeschieden  | ausgeschieden | ausgeschieden                   | ausgeschieden          | 6      |
| _ Team Orange | Matthew Hamnett Jakub Michalski Diego Rodríguez Tomoyoshi Yuki Nicolò Remolato Jack Lewis Kim Sang-yeob Jonas Dobnig Roman Kechter Márk Weidemann Leni Michellod Iwan Nowoschilow Jan Schostak                 | _ Team Grau    | 2:5       | ausgeschieden  | ausgeschieden | ausgeschieden                   | ausgeschieden          | 6      |
| _ Team Rot    | Juho Lukkari Denys Pasko Lin Wei-yu Aleks Menc Matija Dinić Peter Repčík Mackenzie Stewart Dylan Wesseling Tjaš Lesničar Sander Salvær Jan Hornecker Matthias Bittner Maël Halladj                             | _ Team Orange  | 6:8       | _ Team Braun   | 9:7           | _ Team Grün                     | 4:10                   | Silber |
| _ Team Rot    | Juho Lukkari Denys Pasko Lin Wei-yu Aleks Menc Matija Dinić Peter Repčík Mackenzie Stewart Dylan Wesseling Tjaš Lesničar Sander Salvær Jan Hornecker Matthias Bittner Maël Halladj                             | _ Team Schwarz | 12:9      | _ Team Braun   | 9:7           | _ Team Grün                     | 4:10                   | Silber |
| _ Team Rot    | Juho Lukkari Denys Pasko Lin Wei-yu Aleks Menc Matija Dinić Peter Repčík Mackenzie Stewart Dylan Wesseling Tjaš Lesničar Sander Salvær Jan Hornecker Matthias Bittner Maël Halladj                             | _ Team Grün    | 8:9 n. V. | _ Team Braun   | 9:7           | _ Team Grün                     | 4:10                   | Silber |
| _ Team Rot    | Juho Lukkari Denys Pasko Lin Wei-yu Aleks Menc Matija Dinić Peter Repčík Mackenzie Stewart Dylan Wesseling Tjaš Lesničar Sander Salvær Jan Hornecker Matthias Bittner Maël Halladj                             | _ Team Grau    | 9:13      | _ Team Braun   | 9:7           | _ Team Grün                     | 4:10                   | Silber |
| _ Team Rot    | Juho Lukkari Denys Pasko Lin Wei-yu Aleks Menc Matija Dinić Peter Repčík Mackenzie Stewart Dylan Wesseling Tjaš Lesničar Sander Salvær Jan Hornecker Matthias Bittner Maël Halladj                             | _ Team Braun   | 11:5      | _ Team Braun   | 9:7           | _ Team Grün                     | 4:10                   | Silber |
| _ Team Rot    | Juho Lukkari Denys Pasko Lin Wei-yu Aleks Menc Matija Dinić Peter Repčík Mackenzie Stewart Dylan Wesseling Tjaš Lesničar Sander Salvær Jan Hornecker Matthias Bittner Maël Halladj                             | _ Team Gelb    | 15:13     | _ Team Braun   | 9:7           | _ Team Grün                     | 4:10                   | Silber |
| _ Team Rot    | Juho Lukkari Denys Pasko Lin Wei-yu Aleks Menc Matija Dinić Peter Repčík Mackenzie Stewart Dylan Wesseling Tjaš Lesničar Sander Salvær Jan Hornecker Matthias Bittner Maël Halladj                             | _ Team Blau    | 18:11     | _ Team Braun   | 9:7           | _ Team Grün                     | 4:10                   | Silber |
| Mädchen       | |                |           |                |               |                                 |                        |        |
| _ Team Blau   | Sidre Özer Valerie Christmann Anna Kot Marija Runewska Mirren Foy Zuzana Dobiašová Jana Krascheninina Maya Stöber Regina Metzler Karolina Hengelmüller Nikki Sharp Yuna Kusama Aya Juhl Petersen               | _ Team Grau    | 8:9       | _ Team Gelb    | 5:7           | Spiel um Bronze: _ Team Braun   | 6:4                    | Bronze |
| _ Team Blau   | Sidre Özer Valerie Christmann Anna Kot Marija Runewska Mirren Foy Zuzana Dobiašová Jana Krascheninina Maya Stöber Regina Metzler Karolina Hengelmüller Nikki Sharp Yuna Kusama Aya Juhl Petersen               | _ Team Orange  | 1:12      | _ Team Gelb    | 5:7           | Spiel um Bronze: _ Team Braun   | 6:4                    | Bronze |
| _ Team Blau   | Sidre Özer Valerie Christmann Anna Kot Marija Runewska Mirren Foy Zuzana Dobiašová Jana Krascheninina Maya Stöber Regina Metzler Karolina Hengelmüller Nikki Sharp Yuna Kusama Aya Juhl Petersen               | _ Team Schwarz | 8:14      | _ Team Gelb    | 5:7           | Spiel um Bronze: _ Team Braun   | 6:4                    | Bronze |
| _ Team Blau   | Sidre Özer Valerie Christmann Anna Kot Marija Runewska Mirren Foy Zuzana Dobiašová Jana Krascheninina Maya Stöber Regina Metzler Karolina Hengelmüller Nikki Sharp Yuna Kusama Aya Juhl Petersen               | _ Team Grün    | 6:11      | _ Team Gelb    | 5:7           | Spiel um Bronze: _ Team Braun   | 6:4                    | Bronze |
| _ Team Blau   | Sidre Özer Valerie Christmann Anna Kot Marija Runewska Mirren Foy Zuzana Dobiašová Jana Krascheninina Maya Stöber Regina Metzler Karolina Hengelmüller Nikki Sharp Yuna Kusama Aya Juhl Petersen               | _ Team Gelb    | 8:13      | _ Team Gelb    | 5:7           | Spiel um Bronze: _ Team Braun   | 6:4                    | Bronze |
| _ Team Blau   | Sidre Özer Valerie Christmann Anna Kot Marija Runewska Mirren Foy Zuzana Dobiašová Jana Krascheninina Maya Stöber Regina Metzler Karolina Hengelmüller Nikki Sharp Yuna Kusama Aya Juhl Petersen               | _ Team Braun   | 2:14      | _ Team Gelb    | 5:7           | Spiel um Bronze: _ Team Braun   | 6:4                    | Bronze |
| _ Team Blau   | Sidre Özer Valerie Christmann Anna Kot Marija Runewska Mirren Foy Zuzana Dobiašová Jana Krascheninina Maya Stöber Regina Metzler Karolina Hengelmüller Nikki Sharp Yuna Kusama Aya Juhl Petersen               | _ Team Rot     | 11:18     | _ Team Gelb    | 5:7           | Spiel um Bronze: _ Team Braun   | 6:4                    | Bronze |
| _ Team Braun  | Arwen Nylaander Julia Termens Nausikäa Clement Ximena González Riko Matsumoto Roos Karst Celine Mayer Alicja Sowa Barbora Bartáková Marja Linzbichler Tallulah Bryant Ivana Latková Daniella Lauritzen Pizarro | _ Team Schwarz | 13:11     | _ Team Schwarz | 7:11          | Spiel um Bronze: _ Team Blau    | 4:6                    | 4      |
| _ Team Braun  | Arwen Nylaander Julia Termens Nausikäa Clement Ximena González Riko Matsumoto Roos Karst Celine Mayer Alicja Sowa Barbora Bartáková Marja Linzbichler Tallulah Bryant Ivana Latková Daniella Lauritzen Pizarro | _ Team Grün    | 6:8       | _ Team Schwarz | 7:11          | Spiel um Bronze: _ Team Blau    | 4:6                    | 4      |
| _ Team Braun  | Arwen Nylaander Julia Termens Nausikäa Clement Ximena González Riko Matsumoto Roos Karst Celine Mayer Alicja Sowa Barbora Bartáková Marja Linzbichler Tallulah Bryant Ivana Latková Daniella Lauritzen Pizarro | _ Team Grau    | 16:6      | _ Team Schwarz | 7:11          | Spiel um Bronze: _ Team Blau    | 4:6                    | 4      |
| _ Team Braun  | Arwen Nylaander Julia Termens Nausikäa Clement Ximena González Riko Matsumoto Roos Karst Celine Mayer Alicja Sowa Barbora Bartáková Marja Linzbichler Tallulah Bryant Ivana Latková Daniella Lauritzen Pizarro | _ Team Orange  | 14:10     | _ Team Schwarz | 7:11          | Spiel um Bronze: _ Team Blau    | 4:6                    | 4      |
| _ Team Braun  | Arwen Nylaander Julia Termens Nausikäa Clement Ximena González Riko Matsumoto Roos Karst Celine Mayer Alicja Sowa Barbora Bartáková Marja Linzbichler Tallulah Bryant Ivana Latková Daniella Lauritzen Pizarro | _ Team Rot     | 5:11      | _ Team Schwarz | 7:11          | Spiel um Bronze: _ Team Blau    | 4:6                    | 4      |
| _ Team Braun  | Arwen Nylaander Julia Termens Nausikäa Clement Ximena González Riko Matsumoto Roos Karst Celine Mayer Alicja Sowa Barbora Bartáková Marja Linzbichler Tallulah Bryant Ivana Latková Daniella Lauritzen Pizarro | _ Team Blau    | 14:2      | _ Team Schwarz | 7:11          | Spiel um Bronze: _ Team Blau    | 4:6                    | 4      |
| _ Team Braun  | Arwen Nylaander Julia Termens Nausikäa Clement Ximena González Riko Matsumoto Roos Karst Celine Mayer Alicja Sowa Barbora Bartáková Marja Linzbichler Tallulah Bryant Ivana Latková Daniella Lauritzen Pizarro | _ Team Gelb    | 8:6       | _ Team Schwarz | 7:11          | Spiel um Bronze: _ Team Blau    | 4:6                    | 4      |
| _ Team Gelb   | Anke Steeno Eva Aizpurua Ludmilla Bourcet Elisa Innocenti Katya Blong Iris van Houten Zuzana Trnková Luisa Wilson Shin Seo-yoon Leonie Böttcher Nora Pollestad Nubya Aeschlimann Magdalena Luggin              | _ Team Grün    | 5:10      | _ Team Blau    | 7:5           | _ Team Schwarz                  | 6:1                    | Gold   |
| _ Team Gelb   | Anke Steeno Eva Aizpurua Ludmilla Bourcet Elisa Innocenti Katya Blong Iris van Houten Zuzana Trnková Luisa Wilson Shin Seo-yoon Leonie Böttcher Nora Pollestad Nubya Aeschlimann Magdalena Luggin              | _ Team Grau    | 8:11      | _ Team Blau    | 7:5           | _ Team Schwarz                  | 6:1                    | Gold   |
| _ Team Gelb   | Anke Steeno Eva Aizpurua Ludmilla Bourcet Elisa Innocenti Katya Blong Iris van Houten Zuzana Trnková Luisa Wilson Shin Seo-yoon Leonie Böttcher Nora Pollestad Nubya Aeschlimann Magdalena Luggin              | _ Team Orange  | 9:4       | _ Team Blau    | 7:5           | _ Team Schwarz                  | 6:1                    | Gold   |
| _ Team Gelb   | Anke Steeno Eva Aizpurua Ludmilla Bourcet Elisa Innocenti Katya Blong Iris van Houten Zuzana Trnková Luisa Wilson Shin Seo-yoon Leonie Böttcher Nora Pollestad Nubya Aeschlimann Magdalena Luggin              | _ Team Schwarz | 7:19      | _ Team Blau    | 7:5           | _ Team Schwarz                  | 6:1                    | Gold   |
| _ Team Gelb   | Anke Steeno Eva Aizpurua Ludmilla Bourcet Elisa Innocenti Katya Blong Iris van Houten Zuzana Trnková Luisa Wilson Shin Seo-yoon Leonie Böttcher Nora Pollestad Nubya Aeschlimann Magdalena Luggin              | _ Team Blau    | 13:8      | _ Team Blau    | 7:5           | _ Team Schwarz                  | 6:1                    | Gold   |
| _ Team Gelb   | Anke Steeno Eva Aizpurua Ludmilla Bourcet Elisa Innocenti Katya Blong Iris van Houten Zuzana Trnková Luisa Wilson Shin Seo-yoon Leonie Böttcher Nora Pollestad Nubya Aeschlimann Magdalena Luggin              | _ Team Rot     | 13:15     | _ Team Blau    | 7:5           | _ Team Schwarz                  | 6:1                    | Gold   |
| _ Team Gelb   | Anke Steeno Eva Aizpurua Ludmilla Bourcet Elisa Innocenti Katya Blong Iris van Houten Zuzana Trnková Luisa Wilson Shin Seo-yoon Leonie Böttcher Nora Pollestad Nubya Aeschlimann Magdalena Luggin              | _ Team Braun   | 6:8       | _ Team Blau    | 7:5           | _ Team Schwarz                  | 6:1                    | Gold   |
| _ Team Grün   | Melanie Hernández Annie Sommer Huang Chun-lin Delfina Fattore Chanel Hofverberg Emma Donovalová Agata Muraro Ruka Kiyokawa Jessie Taylor Lisa Schröfl Kang Si-hyun Barbora Dalecká Fruzsina Szabó              | _ Team Gelb    | 10:5      | ausgeschieden  | ausgeschieden | ausgeschieden                   | ausgeschieden          | 5      |
| _ Team Grün   | Melanie Hernández Annie Sommer Huang Chun-lin Delfina Fattore Chanel Hofverberg Emma Donovalová Agata Muraro Ruka Kiyokawa Jessie Taylor Lisa Schröfl Kang Si-hyun Barbora Dalecká Fruzsina Szabó              | _ Team Braun   | 8:6       | ausgeschieden  | ausgeschieden | ausgeschieden                   | ausgeschieden          | 5      |
| _ Team Grün   | Melanie Hernández Annie Sommer Huang Chun-lin Delfina Fattore Chanel Hofverberg Emma Donovalová Agata Muraro Ruka Kiyokawa Jessie Taylor Lisa Schröfl Kang Si-hyun Barbora Dalecká Fruzsina Szabó              | _ Team Rot     | 9:8 n. V. | ausgeschieden  | ausgeschieden | ausgeschieden                   | ausgeschieden          | 5      |
| _ Team Grün   | Melanie Hernández Annie Sommer Huang Chun-lin Delfina Fattore Chanel Hofverberg Emma Donovalová Agata Muraro Ruka Kiyokawa Jessie Taylor Lisa Schröfl Kang Si-hyun Barbora Dalecká Fruzsina Szabó              | _ Team Blau    | 11:6      | ausgeschieden  | ausgeschieden | ausgeschieden                   | ausgeschieden          | 5      |
| _ Team Grün   | Melanie Hernández Annie Sommer Huang Chun-lin Delfina Fattore Chanel Hofverberg Emma Donovalová Agata Muraro Ruka Kiyokawa Jessie Taylor Lisa Schröfl Kang Si-hyun Barbora Dalecká Fruzsina Szabó              | _ Team Grau    | 14:6      | ausgeschieden  | ausgeschieden | ausgeschieden                   | ausgeschieden          | 5      |
| _ Team Grün   | Melanie Hernández Annie Sommer Huang Chun-lin Delfina Fattore Chanel Hofverberg Emma Donovalová Agata Muraro Ruka Kiyokawa Jessie Taylor Lisa Schröfl Kang Si-hyun Barbora Dalecká Fruzsina Szabó              | _ Team Orange  | 8:6       | ausgeschieden  | ausgeschieden | ausgeschieden                   | ausgeschieden          | 5      |
| _ Team Grün   | Melanie Hernández Annie Sommer Huang Chun-lin Delfina Fattore Chanel Hofverberg Emma Donovalová Agata Muraro Ruka Kiyokawa Jessie Taylor Lisa Schröfl Kang Si-hyun Barbora Dalecká Fruzsina Szabó              | _ Team Schwarz | 4:6       | ausgeschieden  | ausgeschieden | ausgeschieden                   | ausgeschieden          | 5      |
| _ Team Rot    | Sonia David Valeria Ansoleaga Kao Wei-ting Nie Xinrui Abby Rowbotham Zoé Mächler Mila Lutteral Barbora Kapičáková Alina Itschajewa Bea Storesund Andrea Trnková Felicity Luby Anita Origlio                    | _ Team Orange  | 6:8       | ausgeschieden  | ausgeschieden | ausgeschieden                   | ausgeschieden          | 7      |
| _ Team Rot    | Sonia David Valeria Ansoleaga Kao Wei-ting Nie Xinrui Abby Rowbotham Zoé Mächler Mila Lutteral Barbora Kapičáková Alina Itschajewa Bea Storesund Andrea Trnková Felicity Luby Anita Origlio                    | _ Team Schwarz | 12:9      | ausgeschieden  | ausgeschieden | ausgeschieden                   | ausgeschieden          | 7      |
| _ Team Rot    | Sonia David Valeria Ansoleaga Kao Wei-ting Nie Xinrui Abby Rowbotham Zoé Mächler Mila Lutteral Barbora Kapičáková Alina Itschajewa Bea Storesund Andrea Trnková Felicity Luby Anita Origlio                    | _ Team Grün    | 9:8 n. V. | ausgeschieden  | ausgeschieden | ausgeschieden                   | ausgeschieden          | 7      |
| _ Team Rot    | Sonia David Valeria Ansoleaga Kao Wei-ting Nie Xinrui Abby Rowbotham Zoé Mächler Mila Lutteral Barbora Kapičáková Alina Itschajewa Bea Storesund Andrea Trnková Felicity Luby Anita Origlio                    | _ Team Grau    | 9:13      | ausgeschieden  | ausgeschieden | ausgeschieden                   | ausgeschieden          | 7      |
| _ Team Rot    | Sonia David Valeria Ansoleaga Kao Wei-ting Nie Xinrui Abby Rowbotham Zoé Mächler Mila Lutteral Barbora Kapičáková Alina Itschajewa Bea Storesund Andrea Trnková Felicity Luby Anita Origlio                    | _ Team Braun   | 11:5      | ausgeschieden  | ausgeschieden | ausgeschieden                   | ausgeschieden          | 7      |
| _ Team Rot    | Sonia David Valeria Ansoleaga Kao Wei-ting Nie Xinrui Abby Rowbotham Zoé Mächler Mila Lutteral Barbora Kapičáková Alina Itschajewa Bea Storesund Andrea Trnková Felicity Luby Anita Origlio                    | _ Team Gelb    | 15:13     | ausgeschieden  | ausgeschieden | ausgeschieden                   | ausgeschieden          | 7      |
| _ Team Rot    | Sonia David Valeria Ansoleaga Kao Wei-ting Nie Xinrui Abby Rowbotham Zoé Mächler Mila Lutteral Barbora Kapičáková Alina Itschajewa Bea Storesund Andrea Trnková Felicity Luby Anita Origlio                    | _ Team Blau    | 18:11     | ausgeschieden  | ausgeschieden | ausgeschieden                   | ausgeschieden          | 7      |

### Eiskunstlauf
| Athleten                      | Wettbewerbe | Kurzprogramm | Kurzprogramm | Kür    | Kür  | Gesamt | Gesamt |
| Athleten                      | Wettbewerbe | Punkte       | Rang         | Punkte | Rang | Punkte | Rang   |
| ----------------------------- | ----------- | ------------ | ------------ | ------ | ---- | ------ | ------ |
| Mixed                         |             |              |              |        |      |        |        |
| Letizia Roscher Luis Schuster | Paarlauf    | 42,80        | 8            | 80,25  | 8    | 123,05 | 8      |

| Athleten                                                                                        | Wettbewerb     | Jungen Einzel | Jungen Einzel | Mädchen Einzel | Mädchen Einzel | Paarlauf | Paarlauf | Eistanz | Eistanz  | Gesamt   | Gesamt |
| Athleten                                                                                        | Wettbewerb     | Punkte        | Teampkt.      | Punkte         | Teampkt.       | Punkte   | Teampkt. | Punkte  | Teampkt. | Teampkt. | Rang   |
| ----------------------------------------------------------------------------------------------- | -------------- | ------------- | ------------- | -------------- | -------------- | -------- | -------- | ------- | -------- | -------- | ------ |
| Mixed                                                                                           |                |               |               |                |                |          |          |         |          |          |        |
| Team Hope Liam Kapeikis Maïa Mazzara Letizia Roscher / Luis Schuster Miku Makita / Tyler Gunara | Teamwettbewerb | 117,28        | 5             | 103,36         | 5              | 78,28    | 1        | 89,87   | 4        | 15       | 8      |

### Eisschnelllauf
| Athleten                                                                 | Wettbewerbe | Zeit        | Rang |
| ------------------------------------------------------------------------ | ----------- | ----------- | ---- |
| Jungen                                                                   |             |             |      |
| Felix Motschmann                                                         | 500 m       | 38,51 s     | 14   |
| Felix Motschmann                                                         | 1500 m      | 2:01,53 min | 16   |
| Manuel Zähringer                                                         | 500 m       | 39,34 s     | 22   |
| Manuel Zähringer                                                         | 1500 m      | 2:01,87 min | 18   |
| Mädchen                                                                  |             |             |      |
| Anna Ostlender                                                           | 500 m       | 41,63 s     | 6    |
| Anna Ostlender                                                           | 1500 m      | 2:19,58 min | 18   |
| Victoria Stirnemann                                                      | 500 m       | 41,80 s     | 8    |
| Victoria Stirnemann                                                      | 1500 m      | 2:11,36 min | 4    |
| Mixed                                                                    |             |             |      |
| Team 1 Kateřina Macháčková Isabel Grevelt Maks Fjodarau Felix Motschmann | Teamsprint  | 2:08,16 min | 9    |
| Team 2 Zuzana Kuršová Wang Jingyi Manuel Zähringer Andrej Herman         | Teamsprint  | 2:09,32 min | 11   |
| Team 6 Julie Berg Sjøbrend Anna Ostlender Jakub Kočí Sebas Diniz         | Teamsprint  | DSQ         | DSQ  |
| Team 8 Darja Gawrilowa Victoria Stirnemann Flavio Gross Sun Jiazhao      | Teamsprint  | 2:07,71 min | 8    |

| Athleten            | Wettbewerbe | Halbfinale | Halbfinale  | Halbfinale | Finale        | Finale        | Finale        | Rang          |
| Athleten            | Wettbewerbe | Punkte     | Zeit        | Rang       | Punkte        | Zeit          | Rang          | Rang          |
| ------------------- | ----------- | ---------- | ----------- | ---------- | ------------- | ------------- | ------------- | ------------- |
| Jungen              |             |            |             |            |               |               |               |               |
| Felix Motschmann    | Massenstart | 2          | 6:33,95 min | 8          | ausgeschieden | ausgeschieden | ausgeschieden | ausgeschieden |
| Manuel Zähringer    | Massenstart | 0          | 5:57,11 min | 12         | 4             | 6:49,35 min   | 6             | 6             |
| Mädchen             |             |            |             |            |               |               |               |               |
| Anna Ostlender      | Massenstart | 3          | 6:15,42 min | 6          | 1             | 6:52,12 min   | 8             | 8             |
| Victoria Stirnemann | Massenstart | 3          | 6:52,86 min | 7          | 0             | 6:53,08 min   | 11            | 11            |

### Freestyle-Skiing
| Athleten        | Wettbewerbe | Qualifikation | Qualifikation | Finale | Finale | Rang |
| Athleten        | Wettbewerbe | Punkte        | Rang          | Punkte | Rang   | Rang |
| --------------- | ----------- | ------------- | ------------- | ------ | ------ | ---- |
| Jungen          |             |               |               |        |        |      |
| David Zehentner | Big Air     | 73,50         | 12            | 148,00 | 7      | 7    |
| David Zehentner | Slopestyle  | 64,33         | 11            | 48,33  | 12     | 12   |

| Athleten           | Wettbewerbe | Vorrunde | Viertelfinale | Halbfinale    | Finale            | Rang |
| Athleten           | Wettbewerbe | Rang     | Rang          | Rang          | Rang              | Rang |
| ------------------ | ----------- | -------- | ------------- | ------------- | ----------------- | ---- |
| Jungen             |             |          |               |               |                   |      |
| Kilian Himmelsbach | Skicross    | 5        | –             | ausgeschieden | ausgeschieden     | 9    |
| Sebastian Veit     | Skicross    | 1        | –             | 4             | Kleines Finale: 1 | 5    |
| Mädchen            |             |          |               |               |                   |      |
| Nina Walderbach    | Skicross    | 5        | –             | ausgeschieden | ausgeschieden     | 10   |

### Nordische Kombination
| Athleten                                                                    | Wettbewerb                          | Skispringen | Skispringen | Skispringen | Langlauf    | Langlauf | Rang   |
| Athleten                                                                    | Wettbewerb                          | Weite       | Punkte      | Rang        | Zeit        | Rang     | Rang   |
| --------------------------------------------------------------------------- | ----------------------------------- | ----------- | ----------- | ----------- | ----------- | -------- | ------ |
| Jungen                                                                      |                                     |             |             |             |             |          |        |
| Jan Andersen                                                                | Normalschanze / 6 km                | 89,0 m      | 116,7       | 4           | 15:38,9 min | 12       | 7      |
| Lenard Kersting                                                             | Normalschanze / 6 km                | 80,5 m      | 102,7       | 16          | 15:59,7 min | 4        | 10     |
| Mädchen                                                                     |                                     |             |             |             |             |          |        |
| Emilia Görlich                                                              | Normalschanze / 4 km                | 77,5 m      | 107,6       | 9           | 12:13,1 min | 1        | 5      |
| Jenny Nowak                                                                 | Normalschanze / 4 km                | 84,0 m      | 123,4       | 2           | 11:50,3 min | 3        | Bronze |
| Mixed                                                                       |                                     |             |             |             |             |          |        |
| Emilia Görlich Lenard Kersting Anna Jäkle Finn Braun Lara Dellit Elias Keck | Staffel, Normalschanze / 4 × 3,3 km | –           | 313,7       | 10          | 32:58,8 min | 1        | 7      |

### Rennrodeln
| Athlet                                                         | Wettbewerb   | Lauf 1   | Lauf 1 | Lauf 2   | Lauf 2 | Gesamt       | Gesamt |
| Athlet                                                         | Wettbewerb   | Zeit     | Rang   | Zeit     | Rang   | Zeit         | Rang   |
| -------------------------------------------------------------- | ------------ | -------- | ------ | -------- | ------ | ------------ | ------ |
| Jungen                                                         |              |          |        |          |        |              |        |
| Timon Grancagnolo                                              | Einsitzer    | 54,433 s | 3      | 54,403 s | 3      | 1:48,836 min | Bronze |
| Pascal Kunze                                                   | Einsitzer    | 54,519 s | 5      | 54,442 s | 4      | 1:48,961 min | 4      |
| Moritz Jäger Valentin Steudte                                  | Doppelsitzer | 54,824 s | 1      | 54,825 s | 2      | 1:49,649 min | Gold   |
| Mädchen                                                        |              |          |        |          |        |              |        |
| Jessica Degenhardt                                             | Einsitzer    | 55,171 s | 3      | 54,724 s | 2      | 1:49,895 min | Silber |
| Merle Fräbel                                                   | Einsitzer    | 55,011 s | 1      | 54,676 s | 1      | 1:49,687 min | Gold   |
| Jessica Degenhardt Vanessa Schneider                           | Doppelsitzer | 55,748 s | 1      | 55,695 s | 1      | 1:51,443 min | Gold   |
| Mixed                                                          |              |          |        |          |        |              |        |
| Merle Fräbel Timon Grancagnolo Moritz Jäger / Valentin Steudte | Teamstaffel  | –        | –      | –        | –      | 2:54,622 min | Silber |

### Shorttrack
| Athlet       | Wettbewerb | Vorlauf      | Vorlauf | Viertelfinale | Viertelfinale | Halbfinale    | Halbfinale    | Finale        | Finale        | Rang |
| Athlet       | Wettbewerb | Zeit         | Rang    | Zeit          | Rang          | Zeit          | Rang          | Zeit          | Rang          | Rang |
| ------------ | ---------- | ------------ | ------- | ------------- | ------------- | ------------- | ------------- | ------------- | ------------- | ---- |
| Jungen       |            |              |         |               |               |               |               |               |               |      |
| Till Schäfer | 500 m      | 44,292 s     | 4       | ausgeschieden | ausgeschieden | ausgeschieden | ausgeschieden | ausgeschieden | ausgeschieden | 24   |
| Till Schäfer | 1000 m     | 1:37,232 min | 4       | ausgeschieden | ausgeschieden | ausgeschieden | ausgeschieden | ausgeschieden | ausgeschieden | 28   |
| Mädchen      |            |              |         |               |               |               |               |               |               |      |
| Betty Moeske | 500 m      | 46,134 s     | 3       | ausgeschieden | ausgeschieden | ausgeschieden | ausgeschieden | ausgeschieden | ausgeschieden | 20   |
| Betty Moeske | 1000 m     | 1:58,705 min | 4       | ausgeschieden | ausgeschieden | ausgeschieden | ausgeschieden | ausgeschieden | ausgeschieden | 28   |

### Skeleton
| Athlet             | Lauf 1      | Lauf 1 | Lauf 2      | Lauf 2 | Gesamt      | Gesamt |
| Athlet             | Zeit        | Rang   | Zeit        | Rang   | Zeit        | Rang   |
| ------------------ | ----------- | ------ | ----------- | ------ | ----------- | ------ |
| Jungen             |             |        |             |        |             |        |
| Timm Beiwinkler    | 1:10,73 min | 9      | 1:10,40 min | 7      | 2:21,13 min | 8      |
| Lukas Nydegger     | 1:08,59 min | 1      | 1:08,41 min | 1      | 2:17,00 min | Gold   |
| Mädchen            |             |        |             |        |             |        |
| Nele Kaschinski    | 1:12,66 min | 10     | 1:12,59 min | 10     | 2:25,25 min | 10     |
| Josefa Schellmoser | 1:11,04 min | 1      | 1:11,49 min | 3      | 2:22,53 min | Silber |
| Elisabeth Schrödl  | 1:11,31 min | 3      | 1:11,64 min | 4      | 2:22,95 min | Bronze |

### Ski Alpin
| Athleten            | Wettbewerbe  | 1. Lauf     | 1. Lauf | 2. Lauf     | 2. Lauf | Gesamt      | Gesamt |
| Athleten            | Wettbewerbe  | Zeit        | Rang    | Zeit        | Rang    | Zeit        | Rang   |
| ------------------- | ------------ | ----------- | ------- | ----------- | ------- | ----------- | ------ |
| Jungen              |              |             |         |             |         |             |        |
| Max Geissler-Hauber | Riesenslalom | DNF         | DNF     | DNF         | DNF     | DNF         | DNF    |
| Max Geissler-Hauber | Slalom       | 38,07 s     | 10      | 40,31 s     | 6       | 1:18,38 min | 9      |
| Max Geissler-Hauber | Super-G      | –           | –       | –           | –       | 55,83 s     | 18     |
| Max Geissler-Hauber | Kombination  | 55,83 s     | 18      | 34,17 s     | 8       | 1:30,00 min | 9      |
| Marinus Sennhofer   | Riesenslalom | 1:05,05 min | 12      | 1:05,07 min | 8       | 2:10,12 min | 10     |
| Marinus Sennhofer   | Slalom       | 37,88 s     | 7       | 40,20 s     | 5       | 1:18,08 min | 7      |
| Marinus Sennhofer   | Super-G      | –           | –       | –           | –       | 55,40 s     | 12     |
| Marinus Sennhofer   | Kombination  | 55,40 s     | 12      | DNF         | DNF     | DNF         | DNF    |
| Mädchen             |              |             |         |             |         |             |        |
| Katharina Haas      | Riesenslalom | 1:05,50 min | 4       | DNF         | DNF     | DNF         | DNF    |
| Katharina Haas      | Super-G      | –           | –       | –           | –       | 57,91 s     | 21     |
| Katharina Haas      | Kombination  | 57,91 s     | 21      | 37,42 s     | 3       | 1:35,33 min | 8      |
| Lara Klein          | Riesenslalom | DNF         | DNF     | DNF         | DNF     | DNF         | DNF    |
| Lara Klein          | Slalom       | 45,63 s     | 5       | 44,62 s     | 5       | 1:30,25 min | Bronze |
| Lara Klein          | Super-G      | –           | –       | –           | –       | 57,97 s     | 22     |
| Lara Klein          | Kombination  | 57,97 s     | 22      | 38,42 s     | 11      | 1:36,33 min | 13     |
| Sophia Zitzmann     | Slalom       | DNF         | DNF     | DNF         | DNF     | DNF         | DNF    |

| Athleten                       | Wettbewerbe    | Achtelfinale | Achtelfinale | Viertelfinale | Viertelfinale | Halbfinale | Halbfinale | Finale/Platz 3 | Finale/Platz 3 | Rang   |
| Athleten                       | Wettbewerbe    | Gegner       | Ergebnis     | Gegner        | Ergebnis      | Gegner     | Ergebnis   | Gegner         | Ergebnis       | Rang   |
| ------------------------------ | -------------- | ------------ | ------------ | ------------- | ------------- | ---------- | ---------- | -------------- | -------------- | ------ |
| Mixed                          |                |              |              |               |               |            |            |                |                |        |
| Max Geissler-Hauber Lara Klein | Teamwettbewerb | Slowenien    | 3:1          | Schweiz       | 2*:2          | Österreich | 3:1        | Finnland       | 0:4            | Silber |

### Skibergsteigen
| Athleten                                                 | Wettbewerbe | Qualifikation | Qualifikation | Viertelfinale | Viertelfinale | Halbfinale    | Halbfinale    | Finale        | Finale        | Rang |
| Athleten                                                 | Wettbewerbe | Zeit          | Rang          | Zeit          | Rang          | Zeit          | Rang          | Zeit          | Rang          | Rang |
| -------------------------------------------------------- | ----------- | ------------- | ------------- | ------------- | ------------- | ------------- | ------------- | ------------- | ------------- | ---- |
| Jungen                                                   |             |               |               |               |               |               |               |               |               |      |
| Franz Eder                                               | Einzel      | –             | –             | –             | –             | –             | –             | 58:19,32 min  | 19            | 19   |
| Franz Eder                                               | Sprint      | 3:15,77 min   | 19            | 3:05,72 min   | 5             | ausgeschieden | ausgeschieden | ausgeschieden | ausgeschieden | 20   |
| Finn Hösch                                               | Einzel      | –             | –             | –             | –             | –             | –             | 51:48,48 min  | 9             | 9    |
| Finn Hösch                                               | Sprint      | 3:03,58 min   | 11            | 2:44,61 min   | 2             | 2:46,43 min   | 4             | ausgeschieden | ausgeschieden | 8    |
| Mädchen                                                  |             |               |               |               |               |               |               |               |               |      |
| Antonia Niedermaier                                      | Einzel      | –             | –             | –             | –             | –             | –             | 1:02:47,57 h  | 6             | 6    |
| Antonia Niedermaier                                      | Sprint      | 3:53,60 min   | 13            | 3:58,41 min   | 5             | ausgeschieden | ausgeschieden | ausgeschieden | ausgeschieden | 17   |
| Sophia Weßling                                           | Einzel      | –             | –             | –             | –             | –             | –             | 1:06:21,10 h  | 10            | 10   |
| Sophia Weßling                                           | Sprint      | 3:50,55 min   | 11            | 3:35,91 min   | 2             | 3:30,61 min   | 4             | ausgeschieden | ausgeschieden | 7    |
| Mixed                                                    |             |               |               |               |               |               |               |               |               |      |
| Antonia Niedermaier Franz Eder Finn Hösch Sophia Weßling | Staffel     | –             | –             | –             | –             | –             | –             | 39:04 min     | 5             | 5    |

### Skilanglauf
| Athleten            | Wettbewerbe     | Qualifikation | Qualifikation | Viertelfinale | Viertelfinale | Halbfinale    | Halbfinale    | Finale        | Finale        | Rang   |
| Athleten            | Wettbewerbe     | Zeit          | Rang          | Zeit          | Rang          | Zeit          | Rang          | Zeit          | Rang          | Rang   |
| ------------------- | --------------- | ------------- | ------------- | ------------- | ------------- | ------------- | ------------- | ------------- | ------------- | ------ |
| Jungen              |                 |               |               |               |               |               |               |               |               |        |
| Simon Jung          | 10 km klassisch | –             | –             | –             | –             | –             | –             | 28:19,1 min   | 16            | 16     |
| Simon Jung          | Sprint Freistil | 3:24,90 min   | 24            | 3:28,90 min   | 6             | ausgeschieden | ausgeschieden | ausgeschieden | ausgeschieden | 29     |
| Simon Jung          | Langlauf-Cross  | 4:25,12 min   | 12            | –             | –             | 4:29,99 min   | 7             | ausgeschieden | ausgeschieden | 19     |
| Marius Kastner      | 10 km klassisch | –             | –             | –             | –             | –             | –             | 28:43,8 min   | 22            | 22     |
| Marius Kastner      | Sprint Freistil | 3:19,51 min   | 10            | 3:25,70 min   | 3             | ausgeschieden | ausgeschieden | ausgeschieden | ausgeschieden | 14     |
| Marius Kastner      | Langlauf-Cross  | 4:18,77 min   | 4             | –             | –             | 4:28,01 min   | 6             | ausgeschieden | ausgeschieden | 16     |
| Elias Keck          | 10 km klassisch | –             | –             | –             | –             | –             | –             | 27:25,5 min   | 2             | Silber |
| Elias Keck          | Sprint Freistil | 3:21,78 min   | 14            | 3:23,51 min   | 2             | 3:16,44 min   | 5             | ausgeschieden | ausgeschieden | 9      |
| Elias Keck          | Langlauf-Cross  | 4:23,00 min   | 7             | –             | –             | 4:20,59 min   | 4             | ausgeschieden | ausgeschieden | 11     |
| Mädchen             |                 |               |               |               |               |               |               |               |               |        |
| Lara Dellit         | 5 km klassisch  | –             | –             | –             | –             | –             | –             | 15:44,8 min   | 22            | 22     |
| Lara Dellit         | Sprint Freistil | 2:47,48 min   | 4             | 2:46,44 min   | 1             | 2:49,09 min   | 3             | 2:53,13 min   | 4             | 4      |
| Lara Dellit         | Langlauf-Cross  | 5:09,90 min   | 15            | –             | –             | 5:01,79 min   | 4             | 5:03,32 min   | 9             | 9      |
| Helen Hoffmann      | 5 km klassisch  | –             | –             | –             | –             | –             | –             | 14:59,5 min   | 10            | 10     |
| Helen Hoffmann      | Sprint Freistil | 2:51,31 min   | 14            | 2:47,89 min   | 2             | 2:49,55 min   | 5             | ausgeschieden | ausgeschieden | 9      |
| Helen Hoffmann      | Langlauf-Cross  | 4:58,42 min   | 6             | –             | –             | 4:55,26 min   | 3             | 4:56,64 min   | 8             | 8      |
| Germana Thannheimer | 5 km klassisch  | –             | –             | –             | –             | –             | –             | 14:52,9 min   | 6             | 6      |
| Germana Thannheimer | Sprint Freistil | 2:56,13 min   | 25            | 2:51,23 min   | 2             | 2:51,86 min   | 5             | ausgeschieden | ausgeschieden | 10     |
| Germana Thannheimer | Langlauf-Cross  | 5:05,45 min   | 10            | –             | –             | 4:57,95 min   | 3             | 5:19,42 min   | 10            | 10     |

### Skispringen
| Athleten                                           | Wettbewerb                 | 1. Durchgang | 1. Durchgang | 1. Durchgang | 2. Durchgang | 2. Durchgang | 2. Durchgang | Gesamt | Gesamt |
| Athleten                                           | Wettbewerb                 | Weite        | Punkte       | Rang         | Weite        | Punkte       | Rang         | Punkte | Rang   |
| -------------------------------------------------- | -------------------------- | ------------ | ------------ | ------------ | ------------ | ------------ | ------------ | ------ | ------ |
| Jungen                                             |                            |              |              |              |              |              |              |        |        |
| Finn Braun                                         | Normalschanze              | 70,0 m       | 98,8         | 21           | 80,0 m       | 103,3        | 15           | 202,1  | 17     |
| Luca Geyer                                         | Normalschanze              | 83,0 m       | 101,4        | 19           | 84,0 m       | 110,9        | 9            | 212,3  | 13     |
| Mädchen                                            |                            |              |              |              |              |              |              |        |        |
| Michelle Göbel                                     | Normalschanze              | 73,5 m       | 98,1         | 10           | 70,5         | 79,5         | 16           | 177,6  | 13     |
| Anna Jäkle                                         | Normalschanze              | 74,0 m       | 95,2         | 14           | 73,5 m       | 84,5         | 11           | 179,7  | 12     |
| Mixed                                              |                            |              |              |              |              |              |              |        |        |
| Jenny Nowak Jan Andersen Michelle Göbel Luca Geyer | Teamspringen Normalschanze | –            | 363,1        | 9            | –            | 460,7        | 3            | 823,8  | 6      |

### Snowboard
| Athleten        | Wettbewerbe | Qualifikation | Qualifikation | Finale        | Finale        | Rang          |
| Athleten        | Wettbewerbe | Punkte        | Rang          | Punkte        | Rang          | Rang          |
| --------------- | ----------- | ------------- | ------------- | ------------- | ------------- | ------------- |
| Jungen          |             |               |               |               |               |               |
| Leopold Frey    | Big Air     | 30,50         | 17            | ausgeschieden | ausgeschieden | 17            |
| Leopold Frey    | Slopestyle  | 51,00         | 11            | 41,66         | 6             | 6             |
| Niklas Huber    | Big Air     | DNS           | DNS           | DNS           | DNS           | DNS           |
| Till Strohmeyer | Big Air     | 70,50         | 9             | 18,50         | 11            | 11            |
| Till Strohmeyer | Slopestyle  | 10,00         | 21            | ausgeschieden | ausgeschieden | 21            |
| Mark Schrott    | Halfpipe    | 52,66         | 12            | ausgeschieden | ausgeschieden | 12            |
| Mädchen         |             |               |               |               |               |               |
| Marie Hahnl     | Big Air     | 29,66         | 15            | ausgeschieden | ausgeschieden | 15            |
| Annika Morgan   | Big Air     | 89,00         | 1             | 160,50        | 2             | Silber        |
| Annika Morgan   | Slopestyle  | DNS           | DNS           | ausgeschieden | ausgeschieden | ausgeschieden |

| Athleten                                                    | Wettbewerbe                        | Vorrunde | Viertelfinale | Halbfinale    | Finale            | Rang   |
| Athleten                                                    | Wettbewerbe                        | Rang     | Rang          | Rang          | Rang              | Rang   |
| ----------------------------------------------------------- | ---------------------------------- | -------- | ------------- | ------------- | ----------------- | ------ |
| Jungen                                                      |                                    |          |               |               |                   |        |
| Niels Conradt                                               | Snowboardcross                     | 2        | –             | 2             | 2                 | Silber |
| Mädchen                                                     |                                    |          |               |               |                   |        |
| Lilith Kuhnert                                              | Snowboardcross                     | 3        | –             | 3             | Kleines Finale: 4 | 8      |
| Celia Trinkl                                                | Snowboardcross                     | 8        | –             | ausgeschieden | ausgeschieden     | 17     |
| Mixed                                                       |                                    |          |               |               |                   |        |
| Lilith Kuhnert Nina Walderbach Niels Conradt Sebastian Veit | Ski-/Snowboardcross Teamwettbewerb | –        | 2             | 1             | 3                 | Bronze |